# Alois Dvořáček
Alois Dvořáček (Praga, 26 gennaio 1909 – ...) è stato un cestista cecoslovacco.
Era il fratello di Ludvík Dvořáček.

## Carriera
Disputò una partita per la nazionale cecoslovacca alle Olimpiadi estive del 1936, nella quale la rappresentativa danubiana uscì al terzo turno.